# John Rich (Produzent)

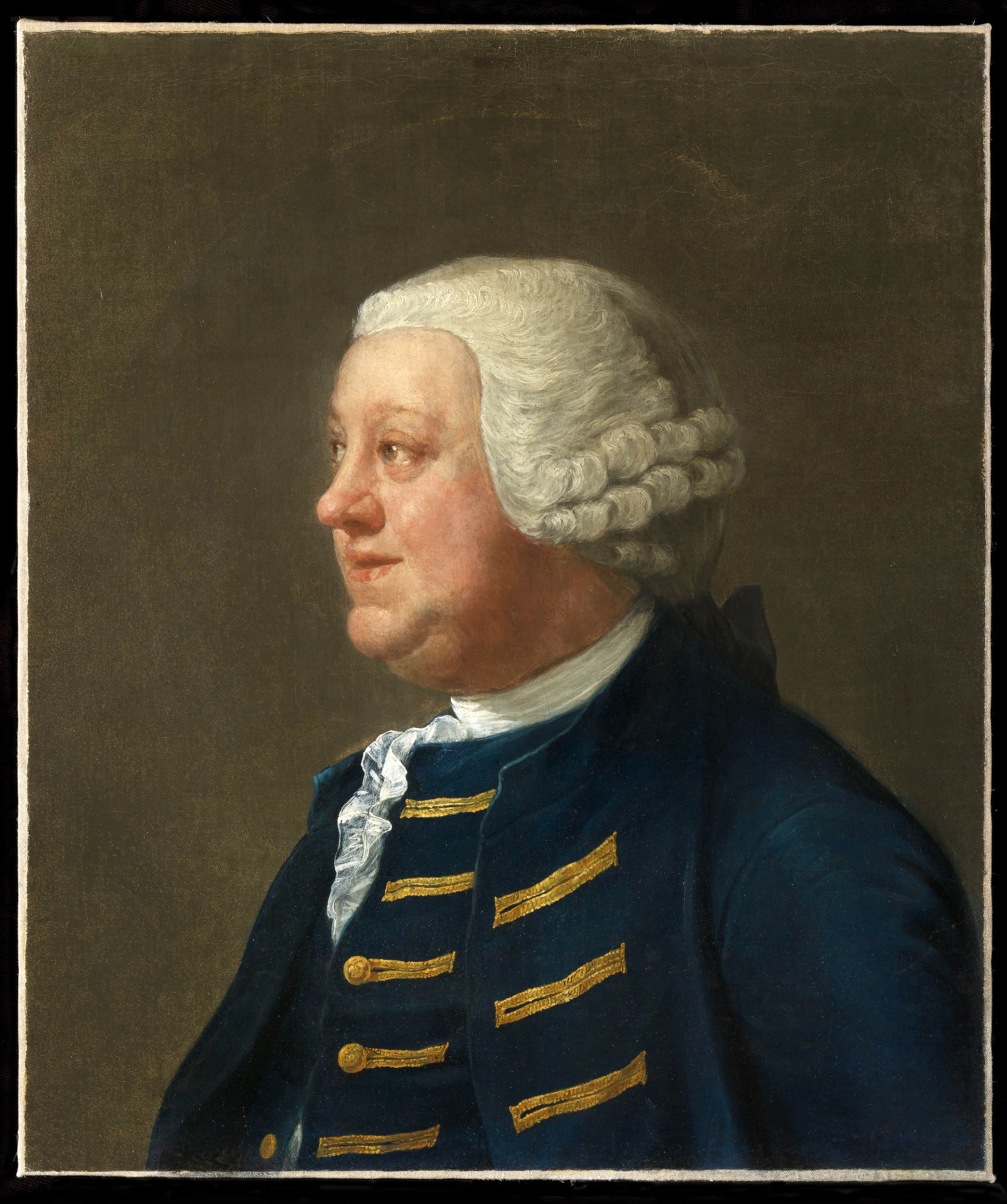
John Rich, abgebildet im Catalogue raisonné von William Hogarth

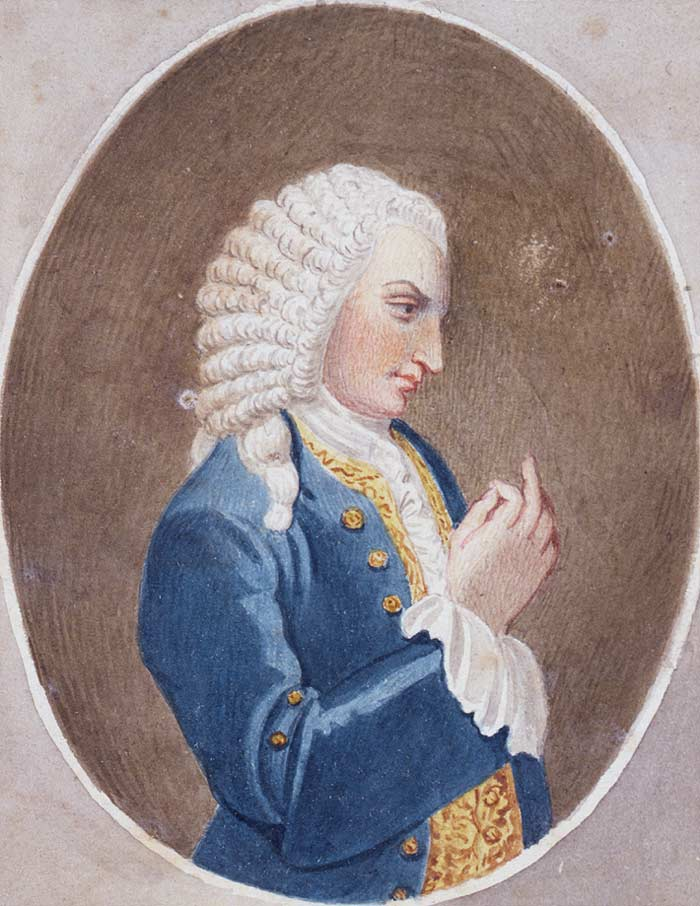
John Rich, aus einem Druck von 1750

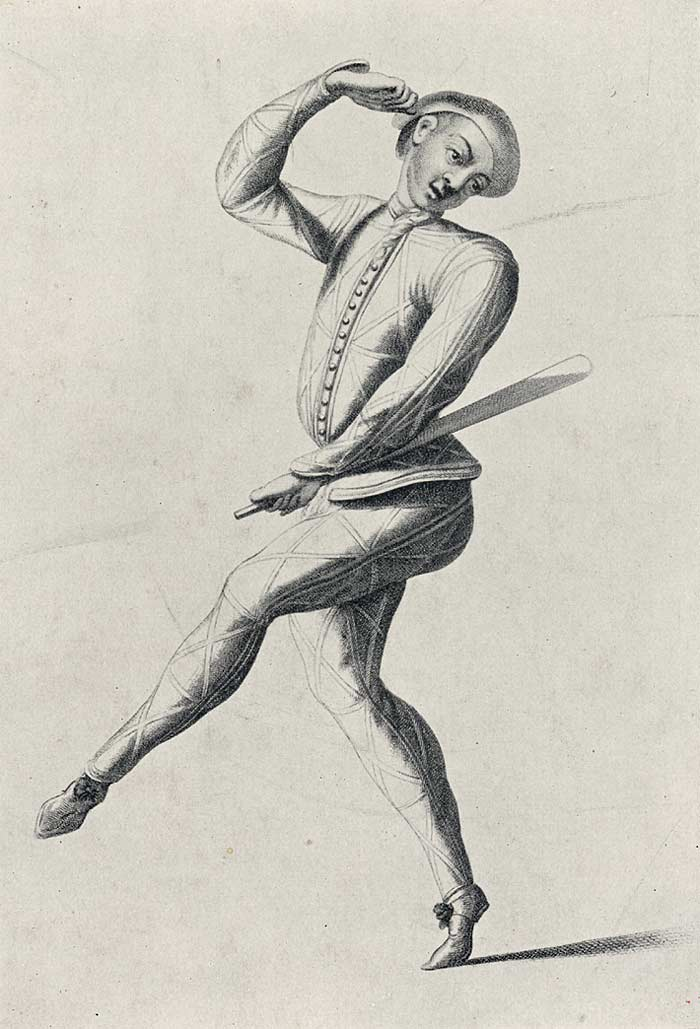
Rich als Harlekin, ca. 1720

John Rich (* 1692, getauft am 19. Mai 1692; † 26. November 1761) war ein wichtiger Theaterbetreiber im London des 18. Jahrhunderts. Er eröffnete das neue Lincoln’s Inn Fields Theatre im Jahr 1714, welches er bis 1728 leitete, bis er 1732 sein neues Theater am Covent Garden, das heutige Royal Opera House, eröffnen konnte. Dieses führte er bis 1761 und setzt hierbei immer aufwendigere Produktionen an. Er führte die Pantomime auf englischen Bühnen ein und spielte auch selber als tanzender und stummer Harlekin „Lun“ von 1717 bis 1760.
Richs Figur veränderte sich durch ihn vom armen, lärmigen, rohen und zerzausten Arlecchino hin zum bunt kostümierten und stummen Harlekin mit phantasievollen Kunststücken, Tänzen und Magie. Richs Idee ihn stumm darzustellen war auf seine unangenehme Stimmlage zurückzuführen, derer er sich auch bewusst war.

## Wirken
John Rich hatte großen Erfolg mit seinen Bezugnahmen zur Commedia dell’arte. Seine Auftritte als Harlekin „Lun“ begann er 1717. Seine Kostümierung bestand aus einem Trikot mit Rautenmuster und er führte erstmals die Sprachlosigkeit in die englische Pantomime ein. Rich spielte während seiner Zeit als Leiter des Lincoln’s Inn Fields mehrere Rollen als Harlekin, einschließlich Harlekin Doktor Faustus. Rich wurde für seine Art der Bewegung gelobt, die es jedem seiner Körperglieder ermöglichte eine Geschichte zu erzählen. So z. B. in Harlequin Sorcerer, wo er einen, aus dem Ei geschlüpften Harlekin porträtierte. Und laut Soame Jenyns The Art of Dancing von 1729 war Rich ein guter Tänzer, der für seine Harlekinsprünge bekannt war:
That Pindar Rich despises Vulgar Roads,

And soars an Eagle’s height among the Clouds,

Whilst humbler Dancers, fearful how they climb,

But buzz below amidst the flow’ry Thyme:

Now soft and slow he bends the circling Round,

Now rises high upon the spritely Bound,

Now springs aloft, too swift for Mortal sight,

Now falls unhurt from some stupendous Height;

Like Proteus, in a thousand Forms is seen,

Sometimes a God, sometimes an Harlequin.
Dieser Pindar Rich verachtet die gewöhnlichen Wege,

Und schwebt in Höhen eines Adlers zwischen den Wolken,

Während bescheidene Tänzer ängstlich klettern,

Dabei summen sie nur unten zwischen dem blühenden Thymian:

Jetzt weich und langsam dreht er die Runde,

Jetzt steigt er auf bis auf zur äußersten Grenze,

Jetzt springt er hoch, zu schnell für die Sicht eines Sterblichen,

Jetzt fällt er unverletzt aus einer erstaunlichen Höhe;

Wie Proteus wird er in tausend Formen wahrgenommen,

Mal ein Gott, mal ein Harlekin.
Der englische Herausgeber und Autor Lewis Theobald schrieb Pantomimen für Rich.
Zudem galt bis 1728 Rich als Synonym für aufwendige Produktionen. Er legte sein Theater auf lautes und effektvolles Spektakel aus. Hierbei kamen oftmals Kanonenschüsse, Tiere und verschiedene Schlachtendarstellungen zur Aufführung.
Der Schriftsteller Alexander Pope spottete in seinen drei Büchern The Dunciad über den Wettbewerb der Vulgarität der beiden Theater Londons, von denen jedes seinen Verfechter der Dekadenz hat. In Lincoln’s Inn Fields war für ihn der „Engel der Dumpfheit“ („Dullness“) John Rich.
Zu dem Konkurrenzkampf zwischen Colley Cibbers Theatre Royal Drury Lane und Richs Lincoln’s Inn Fields Theatre bemerkte er:
Here shouts all Drury, there all Lincoln's-Inn;

Contending Theatres our (Dulness's) empire raise,

Alike their labours, and alike their praise.
Hier ruft alles Drury, dort alles Lincoln’s-Inn;

Konkurrierende Theater, die unser (Dumpfheit) Imperium vergrößern,

Verglichen mit ihrer Arbeit und verglichen ihres Lobpreises.
Zur selben Zeit, im Jahr 1728, produzierte Rich die Beggar’s Opera von John Gay. Das Stück wurde überaus positiv aufgenommen und lief erfolgreich 62 Vorstellungen lang. Ein wortspielerisches Bonmot jener Zeit lautete, dass die Oper „made Gay rich and Rich gay“ („Gay reich machte und Rich glücklich“). John Gay war ein enger Freund Popes und arbeitete oft mit ihm zusammen. Der Erfolg der Beggar’s Opera erlaubte es Rich ein eigenes Theater zu bauen. Am 7. Dezember 1732 eröffnete er dann das Theatre Royal in Covent Garden. Es war das erste von drei Theatern an dieser Stelle, heute bekannt als Royal Opera House. Rich verpflichtete einige der besten Landschaftsmaler seiner Zeit, darunter George Lambert, um den Innenraum und die Kulissen des Covent Garden zu gestalten. Seine Nichte war Mary Bulkley, welche zeit seines Lebens ausschließlich am Covent Garden Theatre probte und auftrat.

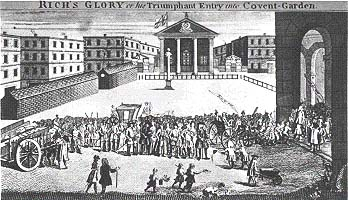
„Rich’s Glory“: John Rich übernimmt („Triumphant Entry“) sein neues Covent Garden Theatre. (Karikatur von Hogarth)

Nach dem Tod seines Vaters Christopher Rich am 4. November 1714 erhielt John 75 % der Anteile des fast fertiggestellten Neubaus des Lincoln’s Inn Fields Theatre. Sein ein Jahr jüngerer Bruder Christopher Moiser (oder Moyser) erhielt die übrigen 25 %. John hatte bereits einige Theatererfahrung und half auch schon bei der Organisation. John Rich eröffnete das neue Theaterhaus am 18. Dezember 1714 mit dem 1706 verfassten Stück The Recruiting Officer von George Farquhar und trat augenblicklich in eine langjährige Konkurrenz zum Drury Lane Theatre (welches nun unter Colley Cibber arbeitete). Rich führte hernach das Theaterspiel weg von den bisherigen serösen oder komödiantischen Darstellungen hin zu spektakulären Unterhaltungen mit Tanz, Musik und Spezialeffekten; etwas was die Massen anzog. Kaum im Besitz der Mehrheitsanteile, mühte er sich sogleich auch die übrigen Anteile zu bekommen. Aber erst der Erfolg der Beggar’s Opera erlaubte ihm schließlich das neue Theater am Covent Garden zu bauen. Er eröffnete zusammen mit Lambert auch einen Beefsteak Club (ein bevorzugt Fleisch servierendes Restaurant für Mitglieder).
Richs Wirken wurde von einigen Zeitgenossen heftig kritisiert. Hier wurden offene Briefe veröffentlicht, in welchen er gezichtigt wurde, einem Verfall der Kultur und Moral der Bühne Vorschub zu leisten. Während seiner Zeit als Produzent und Theaterleiter hatte er viele streitbare Begegnungen mit seinen Schauspielensembles und konkurrierenden Theaterleitungen, einschließlich Colley Cibber. In dessen Buch Apology beklagt dieser den [qualitativen] Niedergang und die explodierenden Kosten von Richs Produktionen. Die zeitgenössische Satire war jedoch der Überzeugung, dass es Cibber gerade ebenso trieb und die Kinder Cibbers führten nur die Angewohnheiten ihres Vaters weiter, so wie John Rich die seiner Kinder fortführt und diese noch übertreibt [sic!] . Cibbers Drury Lane und Richs Lincoln’s Inn (bzw. Covent Garden) standen seit Richs Leben in Konkurrenz und Rivalität zueinander. In der Tat kam es in den Jahren 1756 bis 1757 vor, dass die beiden Theater jeweils zur gleichen Zeit dasselbe Stück ansetzten – Romeo und Julia und König Lear. Richs Theaterkompanie inszenierte auch eine Reihe selten gespielter Shakespeare-Stücke, darunter Cymbeline.
Oft zog er sich spitze Kritik und sogar die Feindschaft von literarischen Londoner Größen wie Alexander Pope, Henry Fielding und dem konkurrierenden Schauspieler und Theaterleiter David Garrick auf sich. Sie alle beschrieben ihn als vulgär, unbelesen, sogar als Analphabeten. Dennoch hatte sich Rich unter Schauspielern den Ruf erarbeitet ein guter Manager zu sein, seine Geschäfte anständig zu führen und auch jene Schauspieler zu unterstützen, die seine Bühne verlassen hatten. Zu seinen Unterstützern zählten Personen wie John Wilkes, William Hoghart und Samuel Johnson. Nach Richs Tod am 26. November 1761 wurde versucht seine Art der Pantomime als bar der Kunstfertigkeit zu beschrieben, da er seinen Schwerpunkt ja mehr auf das Spektakel und Chorgesangsnummern gesetzt habe. Aber nicht lange darauf erkannten seine Rivalen nach und nach den Wert seiner Arbeit, darunter David Garrick. Garrick sagte später sogar, dass Richs Pantomimenauftritte zu seiner Zeit unerreicht waren.